# Hjalmar Sandels
Hjalmar Gottfrid Sandels, född 5 mars 1843 i Adolf Fredriks församling, Stockholm, död 13 januari 1910 i Eds församling, Stockholms län, var en svensk arkitekt. Han var son till Knut Sandels.

## Biografi
Sandels skrevs vid 15 års ålder in vid Slöjdskolan i Stockholm där han studerade till 1858. Han fortsatte studierna till arkitekt vid Kungliga Akademien för de fria konsterna 1863–1869.
Han var biträdande lärare vid Tekniska skolan i Stockholm 1867. Mellan 1869 och 1873 verkade han som biträdande stadsarkitekt i Gävle stad. Därefter var han slottsarkitekt för Stockholms slott fram till sin död 1910. Hjalmar Sandels är begravd på Norra begravningsplatsen utanför Stockholm.

## Verk i urval
- Skandia hotell, Gävle, (senare Strand hotell) 1871 (rivet).
- Förslag till kyrka för Gävle missionsförening 1877 (ej utfört).
- Katolska kyrkan, Gävle, 1882.
- Bostadshus Gävle.
- Frimurarelogen, Örebro, 1884.[4]
- Restaurering Stockholm slott (med Ernst Jacobsson) 1898–1902.

## Bilder

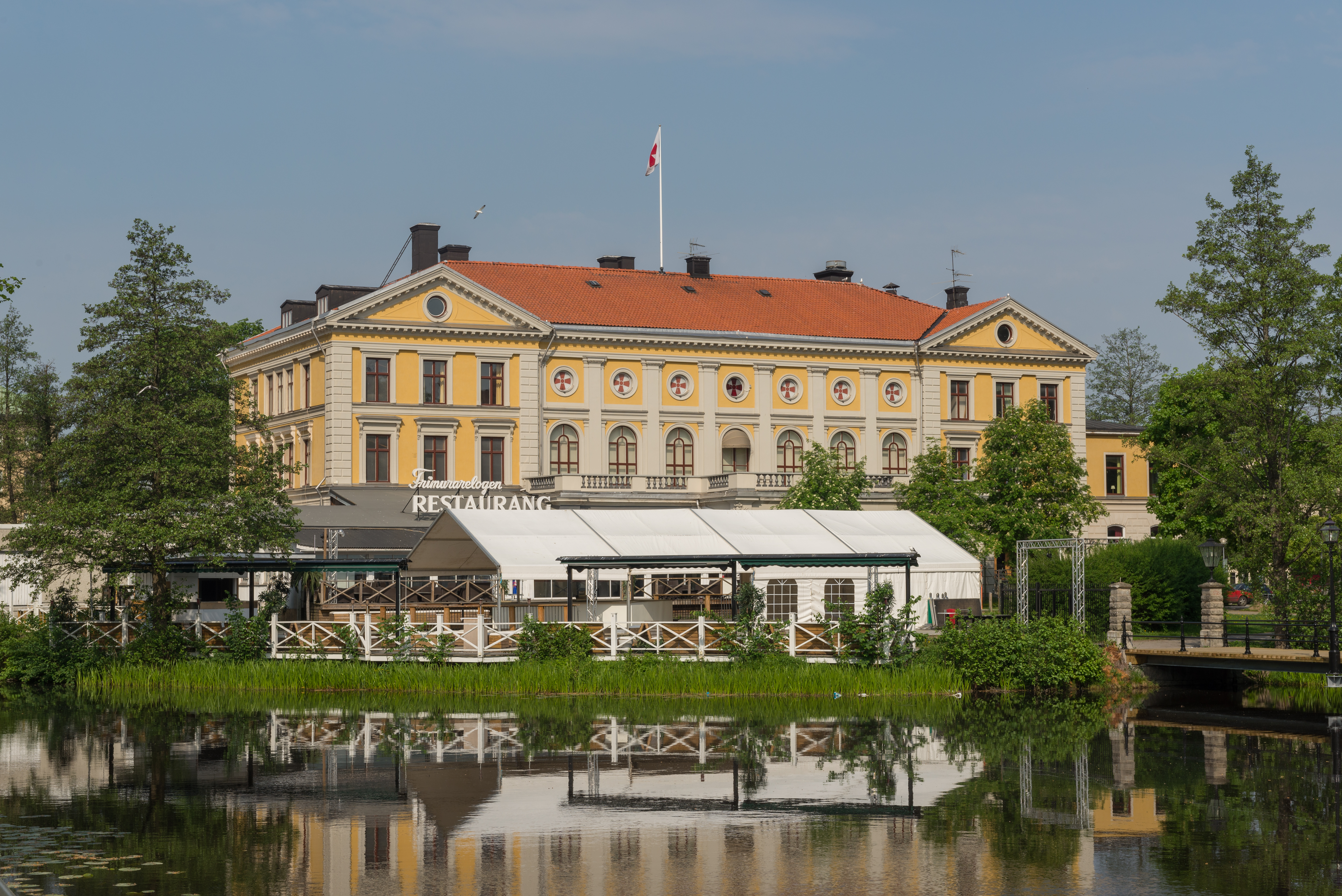
Frimurarelogen i Örebro.
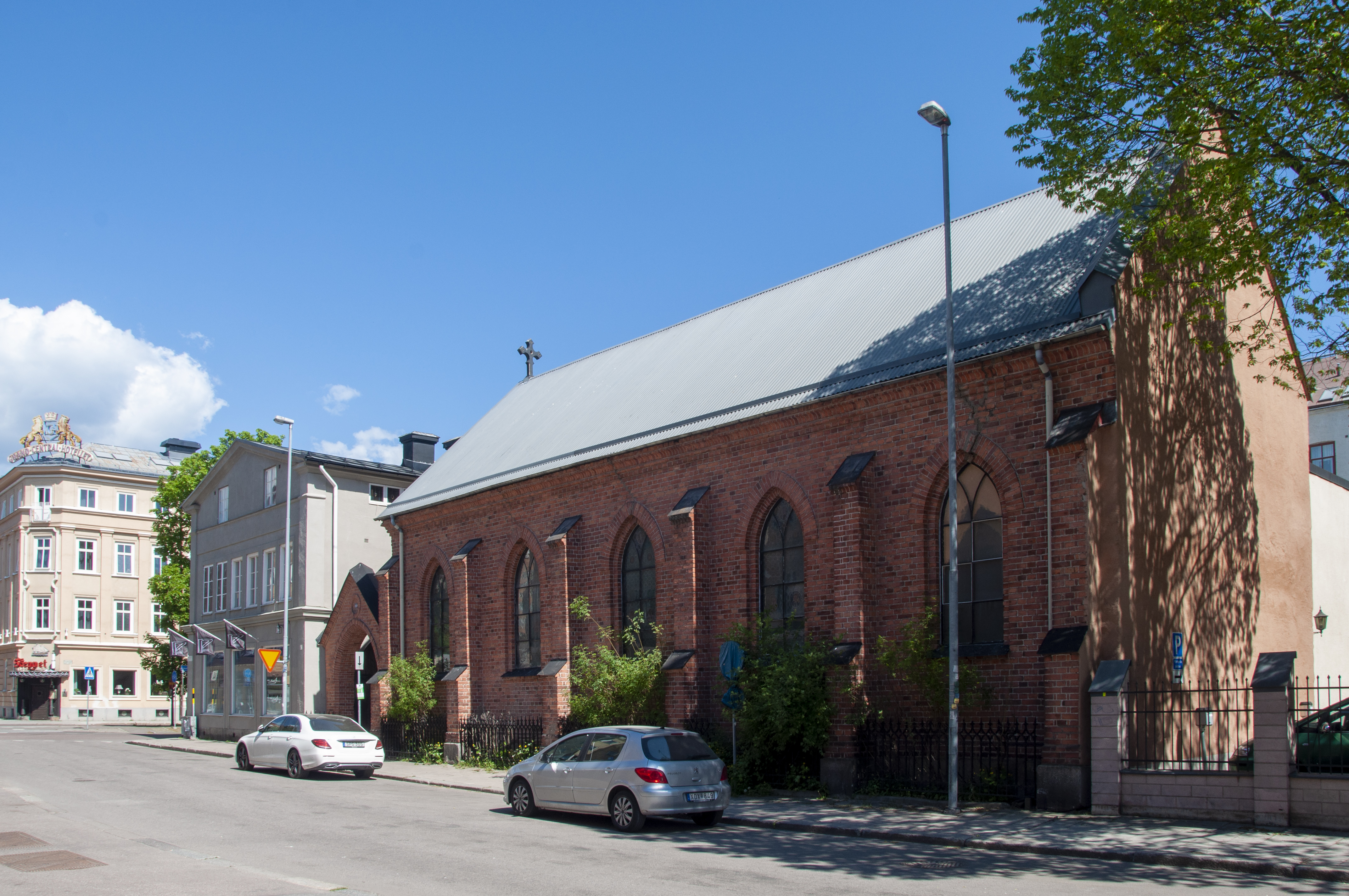
Gamla katolska kyrkan, Gävle